# Asterolinon linum-stellatum
Asterolinon linum-stellatum é uma espécie de planta com flor pertencente à família Primulaceae. 
A autoridade científica da espécie é (L.) Duby, tendo sido publicada em Prodr. [A. P. de Candolle] 8: 68. 1844.

## Portugal
Trata-se de uma espécie presente no território português, nomeadamente em Portugal Continental.
Em termos de naturalidade é nativa da região atrás indicada.

## Protecção
Não se encontra protegida por legislação portuguesa ou da Comunidade Europeia.